# Richtpunt Campus Zottegem

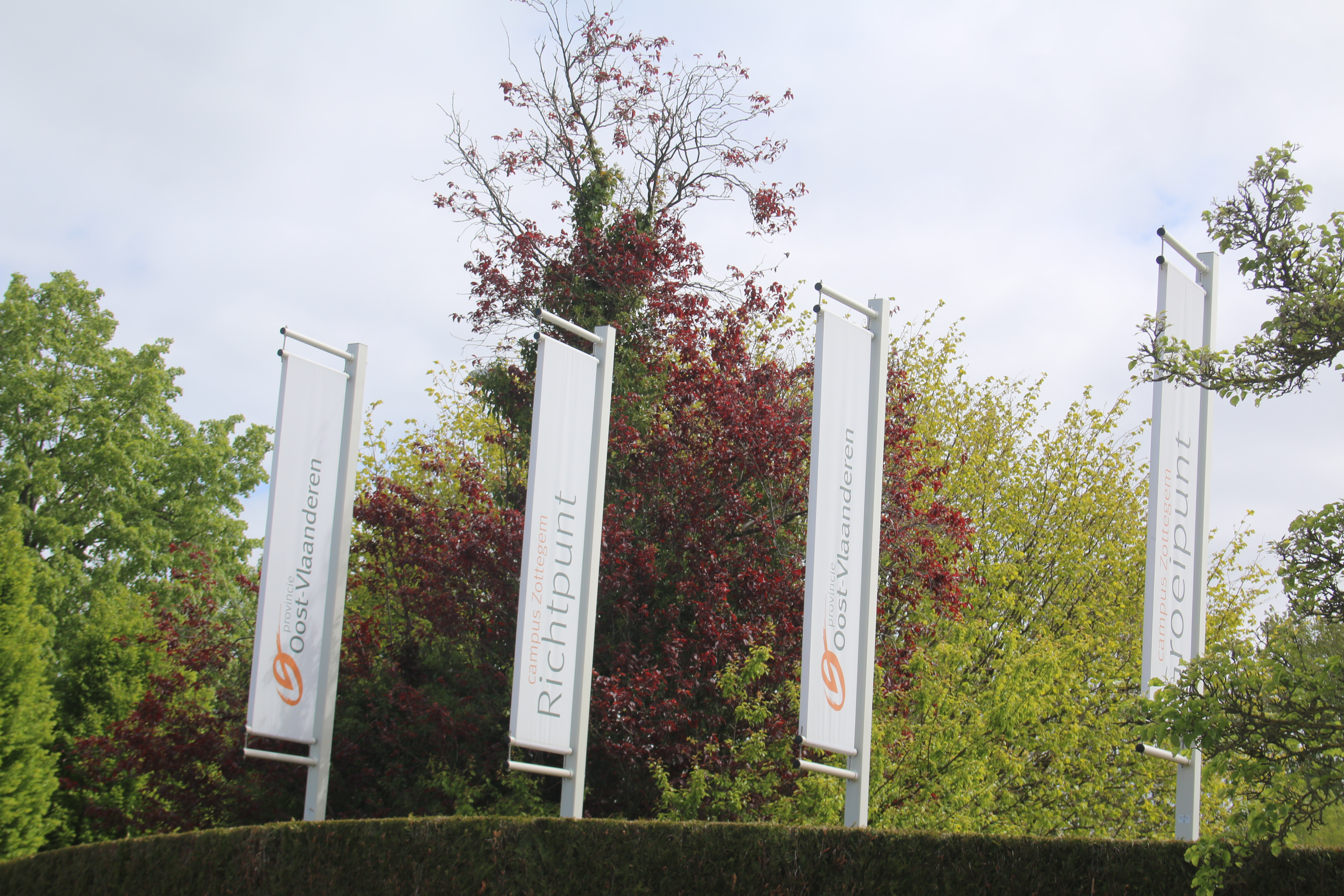

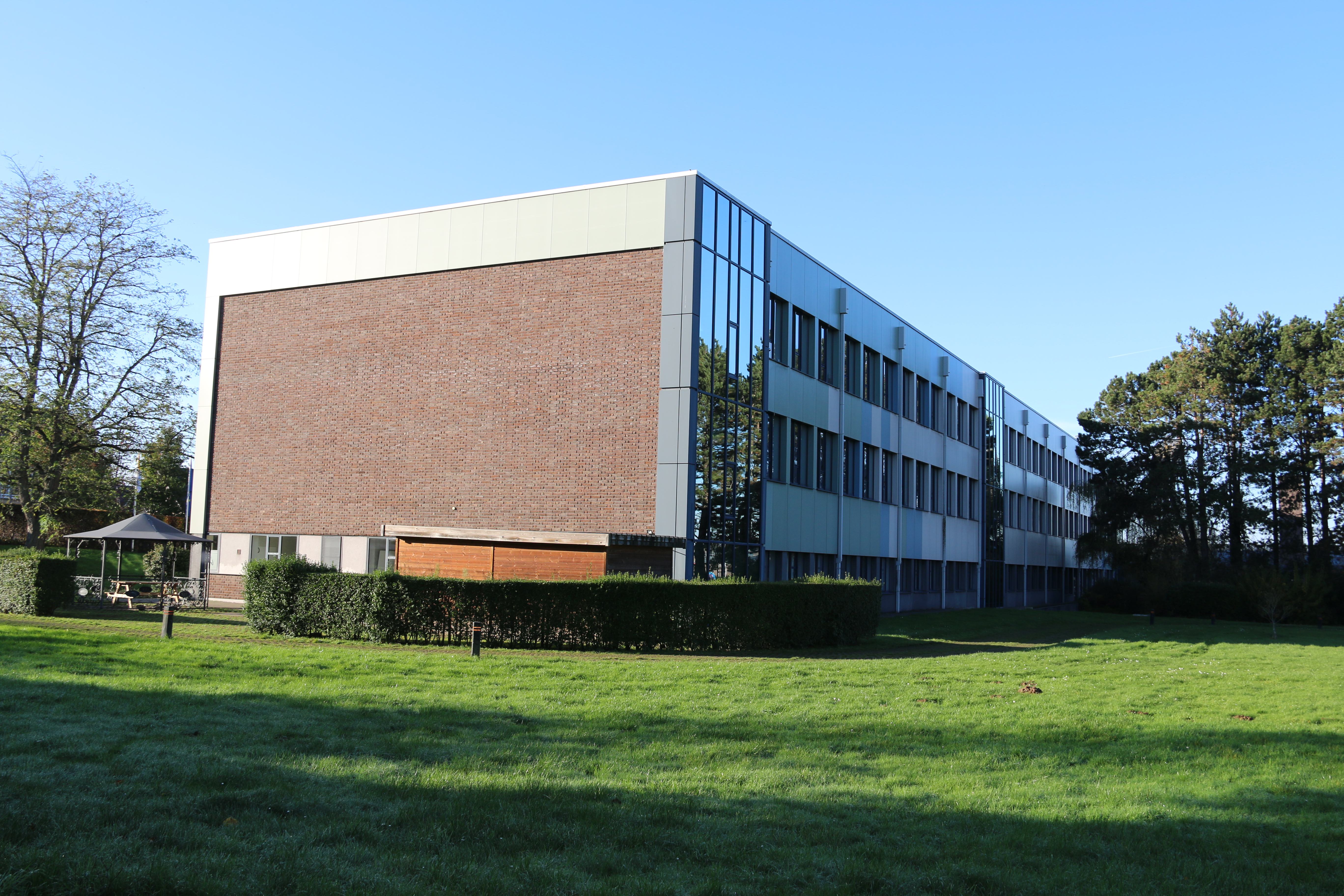

Richtpunt campus Ninove-Zottegem (locatie Zottegem) in de Belgische stad Zottegem is een secundaire school van de Provincie Oost-Vlaanderen met een TSO-programma en een BSO-programma. De school werd opgericht in 1960 in drie kleine paviljoentjes op een korenveld in Bevegem. De Provincie Oost-Vlaanderen richtte de school op om nijverheidsopleidingen aan te bieden in Zottegem, iets waar het vrij en het gemeenschapsonderwijs zich toen niet mee bezighielden. De school heette destijds nog het Provinciaal Technisch Handels- en Taleninstituut Zottegem (PTHTI) en later het Provinciaal Technisch Instituut Zottegem (PTI). Sinds 2023 vormt de school één campus met de Richtpunt-school in Ninove. 
Richtpunt campus Ninove-Zottegem (locatie Zottegem) is gelegen aan de Sabina van Beierenlaan 35 in de wijk Bevegem, vlak bij het Vogelzangbos, de Bevegemse Vijvers en Domein Breivelde. Richtpunt campus Ninove-Zottegem biedt opleidingen aan in onder andere STEM, elektromechanica, elektriciteit-elektronica, carrosserie, bouw- en houttechnieken, en houtbewerking. In 2019 werd de school tijdelijk uitgebreid met containerklassen.
In 2023 restaureerden leerlingen Binnenschrijnwerk, Koetswerk en Lassen-constructie een historische WOII-treinwagon, een Güterwagen G10 uit 1911 die tijdens WOII gevangenen uit Antwerpen naar concentratiekampen vervoerde. De wagon werd in 1997 door de NMBS geschonken aan het Executieoord Rieme-Oostakker. In september 2024 werd de wagon teruggeplaatst op de oorspronkelijke plaats in het Executieoord. De wagon is gratis te bezichtigen.